# Daniela Veronesi
Daniela Veronesi (Parma, 13 giugno 1972) è un'ex ciclista su strada e mountain biker sammarinese, specialista nel cross country e nel marathon. Su strada conta due vittorie di tappa al Giro d'Italia e una al Tour de France.

## Carriera
Nel 1999 la Veronesi concluse terza nella classifica generale Giro d'Italia femminile, dopo aver vinto una tappa ed aver indossato, seppur per un giorno, la maglia rosa, ed ha ottenuto il successo nella speciale rassegna delle scalatrici.
Alla Grande Boucle Féminine chiuse al quarto posto, restando a lungo in testa alla classifica delle scalatrici. Nello stesso anno ottenne anche un ottavo posto ai mondiali di Verona, rappresentando la Repubblica di San Marino. Il Comitato Olimpico Nazionale Sammarinese premiò la sua annata con la medaglia d'oro al merito sportivo.
Nel 2000 ottenne una vittoria alla Vuelta a Mallorca, con un secondo posto generale e un piazzamento al Giro del Piave, mentre al Giro d'Italia femminile una crisi e una caduta misero fine alle speranze di ripetere la prestazione dell'anno precedente.
Alla Grande Boucle Féminine, oltre ad un personale successo sul Ballon d'Alsace, funge da pedina importante per i successi di Joane Somarriba ed Edita Pučinskaitė, compagne di squadra nell'Alfa Lum-RSM. Nel 2001, pur vincendone una tappa, si classificò al ventesimo posto al Giro d'Italia.
Dopo qualche anno di inattività, nel 2009 ritorna in attività rinunciando, grazie alla doppia cittadinanza, a quella sammarinese e diventando atleta italiana. Ai Giochi dei Piccoli Stati d'Europa di Cipro, centra l'obiettivo di vincere una medaglia, aggiudicandosi l'oro nella gara di mountain biking. Ai successivi Giochi, disputati in Liechtenstein nel 2011, ottiene una medaglia d'argento nella gara in linea su strada e conferma la medaglia d'oro nel mountain biking.

## Palmarès

### Strada
- 1999

5ª tappa Giro Donne
- 2000

2ª tappa Vuelta a Mallorca
15ª tappa Grande Boucle Féminine Internationale
- 2001

7ª tappa Giro Donne
- 2002

Atlantique Manche Féminine
Brest-Pont-de-Buis-les-Quimerch

### MTB
- 2009

Giochi dei piccoli stati d'Europa, Cross country
- 2011

Gran Fondo Paola Pezzo
Giochi dei piccoli stati d'Europa, Cross
- 2012

campionessa italiana MARATHON
- 2013

campionessa italiana MARATHON
9º Campionato mondiale MARATHON Kirchenberg (A)
- 2014

campionessa italiana MARATHON
- 2015

9º Campionato mondiale MARATHON Selva di Val Gardena

## Piazzamenti

### Competizioni mondiali
- Campionati del mondo su strada

Lugano 1996 - In linea: 54ª
San Sebastián 1997 - In linea: 27ª
Valkenburg 1998 - In linea: 49ª
Verona 1999 - In linea: 8ª